# Гексафтороплатинаты

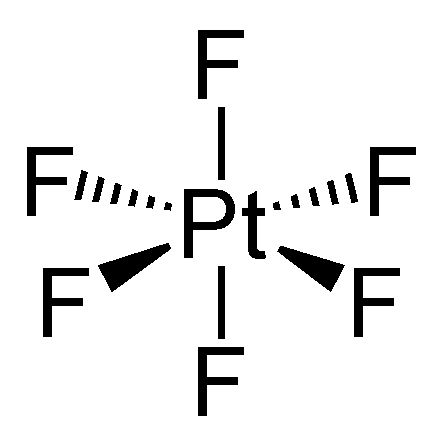
Гексафторид платины

Гексафторплатинаты представляют собой химическое соединение, содержащее в себе гексафтороплатинат-анион (PtF6-). Его получают путём соединения веществ с гексафторидом платины .

## Примеры гексафтороплатинатов
- Диоксигенил фтороплатинат (O2PtF6), содержит редкое диоксигенилоксициклирование
- Гексафтороплатинат ксенона (XePtF6), первое из когда-либо синтезированных соединений благородных газов. (Ион Xe+ в XePtF 6 нестабилен, являясь радикалом; в результате сам XePtF6 нестабилен и быстро диспропорционирует в XeFPtF5, XeFPt2F11 и Xe2F3PtF6)[1]